# Ko Takamoro
Ko Takamoro (高師 康 Takamoro Kō?,  9 de noviembre de 1907 en Saitama - 26 de marzo de 1995) fue un futbolista japonés que se desempeñaba como defensa.
Takamoro fue elegido para integrar la selección nacional de Japón para los Juegos del Lejano Oriente de 1927. En 1927, Takamoro jugó 2 veces para la selección de fútbol de Japón.

## Trayectoria

### Clubes
| Club               | País  | Año  |
| ------------------ | ----- | ---- |
| Saitama Shukyu-Dan | Japón | ???? |
| Waseda WMW         | Japón | ???? |

### Selección nacional
| Selección | País  | Año  |
| --------- | ----- | ---- |
| Absoluta  | Japón | 1927 |

## Estadística de equipo nacional
| Selección de Japón | Selección de Japón | Selección de Japón |
| Año                | Part.              | Goles              |
| ------------------ | ------------------ | ------------------ |
| 1927               | 2                  | 0                  |
| Total              | 2                  | 0                  |

## Palmarés

### Títulos nacionales
| Título             | Club       | País  | Año  |
| ------------------ | ---------- | ----- | ---- |
| Copa del Emperador | Waseda WMW | Japón | 1928 |